# 56-й меридіан західної довготи
56-й меридіан західної довготи — лінія довготи, що лежить на 56 градусів західніше Гринвіцького меридіана. Вона проходить від Північного полюса через Північний Льодовитий океан, Північну Америку, Атлантичний океан, Південну Америку, Південний океан та Антарктиду до Південного полюса.
56-й меридіан західної довготи формує велике коло разом із 124-тим меридіаном східної довготи.

## Список географічних об'єктів, що перетинає 56° зх. д.
Починаючи на Північному полюсі та рухаючись до Південного полюса, 56-й меридіан західної довготи проходить через:
| Координати                                                 | Країна, територія або море | Примітки |
| ---------------------------------------------------------- | -------------------------- | --- |
| 90°0′ пн. ш. 56°0′ зх. д. / 90.000° пн. ш. 56.000° зх. д.  | Північний Льодовитий океан | |
| 83°34′ пн. ш. 56°0′ зх. д. / 83.567° пн. ш. 56.000° зх. д. | Море Лінкольна             | |
| 82°15′ пн. ш. 56°0′ зх. д. / 82.250° пн. ш. 56.000° зх. д. | Гренландія                 | Проходить через Землю Ньєбо[en]                                                                             |
| 72°40′ пн. ш. 56°0′ зх. д. / 72.667° пн. ш. 56.000° зх. д. | Море Баффіна               | |
| 70°0′ пн. ш. 56°0′ зх. д. / 70.000° пн. ш. 56.000° зх. д.  | Дейвісова протока          | |
| 60°0′ пн. ш. 56°0′ зх. д. / 60.000° пн. ш. 56.000° зх. д.  | Атлантичний океан          | Море Лабрадор                                                                                               |
| 53°33′ пн. ш. 56°0′ зх. д. / 53.550° пн. ш. 56.000° зх. д. | Канада                     | Ньюфаундленд і Лабрадор — проходить через півострів Лабрадор                                                |
| 51°53′ пн. ш. 56°0′ зх. д. / 51.883° пн. ш. 56.000° зх. д. | Протока Бель-Айл           | |
| 51°35′ пн. ш. 56°0′ зх. д. / 51.583° пн. ш. 56.000° зх. д. | Канада                     | Ньюфаундленд і Лабрадор — проходить через півострів Великий Північний півострів[en] на острові Ньюфаундленд |
| 50°48′ пн. ш. 56°0′ зх. д. / 50.800° пн. ш. 56.000° зх. д. | Атлантичний океан          | |
| 50°0′ пн. ш. 56°0′ зх. д. / 50.000° пн. ш. 56.000° зх. д.  | Канада                     | Ньюфаундленд і Лабрадор — проходить через острів Ньюфаундленд                                               |
| 47°30′ пн. ш. 56°0′ зх. д. / 47.500° пн. ш. 56.000° зх. д. | Затока Фортуни[en]         | Проходить західніше острова Брюнетт[en], Ньюфаундленд і Лабрадор, Канада                                    |
| 46°58′ пн. ш. 56°0′ зх. д. / 46.967° пн. ш. 56.000° зх. д. | Канада                     | Ньюфаундленд і Лабрадор — проходить через край півострова Б'юрін[en] на острові Ньюфаундленд                |
| 46°57′ пн. ш. 56°0′ зх. д. / 46.950° пн. ш. 56.000° зх. д. | Атлантичний океан          | Проходить східніше острова Сен-П'єр, Сен-П'єр і Мікелон                                                     |
| 5°49′ пн. ш. 56°0′ зх. д. / 5.817° пн. ш. 56.000° зх. д.   | Суринам                    | |
| 2°24′ пн. ш. 56°0′ зх. д. / 2.400° пн. ш. 56.000° зх. д.   | Бразилія                   | Пара |
| 2°8′ пн. ш. 56°0′ зх. д. / 2.133° пн. ш. 56.000° зх. д.    | Суринам                    | |
| 1°50′ пн. ш. 56°0′ зх. д. / 1.833° пн. ш. 56.000° зх. д.   | Бразилія                   | Пара Мату-Гросу Мату-Гросу-ду-Сул                                                                           |
| 22°17′ пд. ш. 56°0′ зх. д. / 22.283° пд. ш. 56.000° зх. д. | Парагвай                   | |
| 27°20′ пд. ш. 56°0′ зх. д. / 27.333° пд. ш. 56.000° зх. д. | Аргентина                  | |
| 28°30′ пд. ш. 56°0′ зх. д. / 28.500° пд. ш. 56.000° зх. д. | Бразилія                   | Ріу-Гранді-ду-Сул                                                                                           |
| 30°50′ пд. ш. 56°0′ зх. д. / 30.833° пд. ш. 56.000° зх. д. | Уругвай                    | Проходить східніше Монтевідео                                                                               |
| 34°52′ пд. ш. 56°0′ зх. д. / 34.867° пд. ш. 56.000° зх. д. | Атлантичний океан          | |
| 60°0′ пд. ш. 56°0′ зх. д. / 60.000° пд. ш. 56.000° зх. д.  | Південний океан            | |
| 63°8′ пд. ш. 56°0′ зх. д. / 63.133° пд. ш. 56.000° зх. д.  | Антарктида                 | Проходить через острови Жуанвіль та Данді — претендують Аргентина, Чилі та Велика Британія                  |
| 63°34′ пд. ш. 56°0′ зх. д. / 63.567° пд. ш. 56.000° зх. д. | Південний океан            | Море Ведделла                                                                                               |
| 76°16′ пд. ш. 56°0′ зх. д. / 76.267° пд. ш. 56.000° зх. д. | Антарктида                 | Проходить через територію, на яку претендують Аргентина, Чилі та Велика Британія                            |